# David Zabaleta
Pour les articles homonymes, voir Zabaleta.
Pas d'image ? Cliquez ici

a Compétitions nationales et continentales officielles uniquement.

David Zabaleta, né le 26 juin 1910 à Eibar (Espagne) et mort le 22 octobre 1992 à Lège-Cap-Ferret (France), est un joueur français d'origine espagnol de rugby à XV et de rugby à XIII évoluant aux postes de centre et de demi d'ouverture dans les années 1930 et 1940.

## Biographie
David Zabaleta nait à Eibar en Espagne le 26 juin 1910.
Il intègre le club de rugby à XV de l'Aviron bayonnais et devient un des joueurs clés du club basque en cumulant de nombreux succès. Il remporte le Championnat de France en 1934 et le Challenge Yves du Manoir en 1936, et comptait pour coéquipier René Arotça, Justin Davant, Jean Ladeuich, Félix Bergèse, Georges Lhespitaou, Maurice Celhay et Edmond Élissalde.
En 1938, après bon nombre de ses coéquipiers, il décide de changer de code de rugby et  franchit le rubicon en optant pour le rugby à XIII en France et intègre le club de Côte basque XIII. Il y dispute une demi-finale de Coupe de France en 1939 avec Henri Audurau, André Cussac, Antoine Blain, André Hiriart et Henri Sanz mais est contraint de renoncer au rugby à XIII à la suite de l'entrée de la France dans la guerre et l'interdiction du rugby à XIII en France.
Durant la guerre, D. Zabaleta retourne ainsi au rugby à XV en regagnant son ancien club de l'Aviron bayonnais et remporte un nouveau titre de Championnat de France en 1943 avec Jean Dauger, Jean Dubalen, R. Arotça et André Alvarez, avant de terminer sa carrière au Stade niortais à partir de 1944 jusqu'en 1948.
Il meurt le 22 octobre 1992 à Lège-Cap-Ferret en France.

## Palmarès

### Rugby à XV
- Collectif : 
  - Vainqueur du Championnat de France : 1934 et 1943 (Bayonne).
  - Vainqueur du Challenge Yves du Manoir : 1936 (Bayonne).
  - Finaliste du Championnat de France : 1944 (Bayonne).

#### Statistiques en club
| Saison    | Saison                                      | Championnat                                                               | Championnat                                                               | Coupe                                                                     | Coupe                                                                     |
| Saison    | Saison                                      | Compétition                                                               | Class.                                                                    | Comp.                                                                     | Class.                                                                    |
| --------- | ------------------------------------------- | ------------------------------------------------------------------------- | ------------------------------------------------------------------------- | ------------------------------------------------------------------------- | ------------------------------------------------------------------------- |
| 1930-1931 | Aviron bayonnais                            | Tournoi des douze                                                         | 6e                                                                        |                                                                           |                                                                           |
| 1931-1932 | Aviron bayonnais                            | Tournoi des quatorze                                                      | 10e                                                                       |                                                                           |                                                                           |
| 1932-1933 | Aviron bayonnais                            | Championnat de France                                                     | 1/2 finale                                                                |                                                                           |                                                                           |
| 1933-1934 | Aviron bayonnais                            | Championnat de France                                                     | Champion                                                                  | Challenge Yves du Manoir                                                  | 3e (poule B)                                                              |
| 1934-1935 | Aviron bayonnais                            | Championnat de France                                                     | 1/4 finale                                                                | Challenge Yves du Manoir                                                  | 2e (poule A)                                                              |
| 1935-1936 | Aviron bayonnais                            | Championnat de France                                                     | 1/2 finale                                                                | Challenge Yves du Manoir                                                  | Vainqueur                                                                 |
| 1936-1937 | Aviron bayonnais                            | Championnat de France                                                     | 1/8 finale                                                                | Challenge Yves du Manoir                                                  | 3e (poule A)                                                              |
| 1937-1938 | Aviron bayonnais                            | Championnat de France                                                     | 1/8 finale                                                                | Challenge Yves du Manoir                                                  | 4e (poule A)                                                              |
| 1938-1939 | Passage au rugby à XIII au Côte basque XIII | Passage au rugby à XIII au Côte basque XIII                               | Passage au rugby à XIII au Côte basque XIII                               | Passage au rugby à XIII au Côte basque XIII                               | Passage au rugby à XIII au Côte basque XIII                               |
| 1940-1942 | Aviron bayonnais                            | Le Championnat de France de rugby à XV est interrompu entre 1940 et 1942. | Le Championnat de France de rugby à XV est interrompu entre 1940 et 1942. | Le Championnat de France de rugby à XV est interrompu entre 1940 et 1942. | Le Championnat de France de rugby à XV est interrompu entre 1940 et 1942. |
| 1942-1943 | Aviron bayonnais                            | Championnat de France                                                     | Champion                                                                  |                                                                           |                                                                           |
| 1943-1944 | Aviron bayonnais                            | Championnat de France                                                     | Finaliste                                                                 |                                                                           |                                                                           |
| 1943-1944 | Stade niortais                              | Championnat de France                                                     | Poules de 8                                                               |                                                                           |                                                                           |
| 1944-1945 | Stade niortais                              | Championnat de France                                                     |                                                                           |                                                                           |                                                                           |
| 1945-1946 | Stade niortais                              | Championnat de France                                                     |                                                                           |                                                                           |                                                                           |
| 1946-1947 | Stade niortais                              | Championnat de France                                                     | 2e phase de qualification                                                 |                                                                           |                                                                           |

### Rugby à XIII

#### Statistiques en club
| Saison    | Saison           | Championnat           | Championnat | Coupe           | Coupe      |
| Saison    | Saison           | Comp.                 | Class.      | Comp.           | Class.     |
| --------- | ---------------- | --------------------- | ----------- | --------------- | ---------- |
| 1938-1939 | Côte basque XIII | Championnat de France | 9e          | Coupe de France | 1/2 finale |